# Prostitution en Azerbaïdjan
La prostitution en Azerbaïdjan est illégale mais courante.

## Statut juridique
La prostitution est une infraction administrative et passible d'une amende. Tenir une maison close est une infraction pénale et passible d'une peine d'emprisonnement pouvant aller jusqu'à 6 ans. En 2017, un projet de loi proposant d'ajouter de lourdes amendes à la sanction déjà existante pour avoir tenu un lupanar est passée devant l'Assemblée nationale. Il est estimé qu'il y a environ 25 054 prostituées en Azerbaïdjan dont certaines sont âgées de 15 à 18 ans.
À l'époque soviétique, la prostitution était rare, sauf pour ceux qui étaient sous le contrôle du KGB, dont beaucoup étaient des informateurs.
Dans le quartier de Badamdar de la capitale, Bakou, il existe de nombreux cafés où des prostituées sollicitent des clients. En 2011, plus de 300 résidents locaux ont protesté contre la situation. Des prostituées se trouvent également dans les cafés de la rue Nizami (connue localement sous le nom de "Torgovaya" - rue du commerce) au centre-ville de Bakou
Le pays est une destination de tourisme sexuel, en particulier avec des hommes d'Iran, des Émirats arabes unis et du Koweït.

## Trafic sexuel
Les trafiquants d'êtres humains exploitent les victimes nationales et étrangères en Azerbaïdjan, et les trafiquants exploitent les victimes d'Azerbaïdjan à l'étranger. Des femmes et des enfants d'Azerbaïdjan sont victimes de trafic sexuel dans le pays et en Iran, en Malaisie, au Pakistan, en Russie, en Turquie et aux Émirats arabes unis. L'Azerbaïdjan est un pays de destination pour les victimes de la traite sexuelle en provenance de Chine, de Russie, du Turkménistan, d'Ukraine et d'Ouzbékistan. Au cours des années précédentes, l'Azerbaïdjan a été utilisé comme pays de transit pour les victimes du trafic sexuel d'Asie centrale vers l'Iran, la Turquie et les Émirats arabes unis.
La loi de 2005 sur la lutte contre la traite des personnes et l'article 144 du code pénal interdisent le trafic sexuel et prévoient des peines de cinq à dix ans d'emprisonnement. Le gouvernement a enquêté sur vingt-six cas d'exploitation sexuelle en 2018 et condamné 21 trafiquants sexuels, contre 25 trafiquants sexuels en 2017.
En 2019, le Bureau du département d'État des États-Unis chargé de surveiller et de lutter contre la traite des personnes a rétrogradé l'Azerbaïdjan au rang de pays de la liste de surveillance de « niveau 2 ».